# Caroline Aronsson
Caroline Anna Ingrid Gundberg Aronsson, tidigare Aronsson, född 12 februari 1997 i Växjö domkyrkoförsamling, Kronobergs län, är en svensk sångare och låtskrivare.

## Biografi
Caroline Aronsson är medlem i gruppen Dolly Style sedan 2018 då hon ersatte Sarah von Reis som karaktären "Polly". Tillsammans med gruppen medverkade hon i Melodifestivalen 2019 med låten "Habibi" och Melodifestivalen 2025 med låten "Yihaa".

## Låtar

### Melodifestivalen
- 2025 – YIHAA (tillsammans med Mikaela Samuelsson, Herman Gardarfve, Patrik Jean, David Lindgren Zacharias och Melanie Wehbe).

Deltävling 3
2023 - Remi - Dom Första & Caroline Aronsson
2024 - Fan för dig - Dom Första & Caroline Aronsson